# Dongchangfu
Dongchangfu (chinesisch 东昌府区, Pinyin Dōngchāngfǔ Qū) ist ein Stadtbezirk der bezirksfreien Stadt Liaocheng im Westen der chinesischen Provinz Shandong. Er hat eine Fläche von 1.254 Quadratkilometern und zählt 1.229.768 Einwohner (Stand: Zensus 2010).

## Administrative Gliederung
Auf Gemeindeebene setzt sich der Stadtbezirk aus zehn Straßenvierteln, acht Großgemeinden und zwei Gemeinden zusammen. 